# Mijn vriend
Pour plus de détails, voir Fiche technique et Distribution.
Mijn vriend est un film dramatique néerlando-belge réalisé par Fons Rademakers et sorti en 1979. Le scénario, écrit par Gerard Soeteman, est basé sur le procès controversé de Guy Jespers (nl) qui s'est déroulé en Belgique et qui a abouti à sa condamnation le 21 janvier 1978.
Les rôles principaux sont joués par Peter Faber (Jules Depraeter) et André van den Heuvel (le juge d'instruction Jensens). La musique est assurée par Georges Delerue et la photographie est assurée par Theo van de Sande.
Le film est sorti sur DVD en 2003 par A-Films et le Dutch Film Museum, dans le cadre d'un coffret de 11 films de Fons Rademakers.

## Synopsis
Le film se déroule autour d'une affaire judiciaire, alternant entre des images de la salle d'audience et des images de ce qui s'est passé avant. Ce cours des événements suit principalement le point de vue de Jules Depraeter. En fin de compte, ses « affaires » tournent mal et cela conduit au procès et le film se termine par un discours émouvant des protagonistes.

## Fiche technique
- Titre original :  Mijn vriend
- Réalisation : Fons Rademakers
- Scénario : Gerard Soeteman
- Musique : Georges Delerue
- Photographie : Theo van de Sande
- Montage : Kees Linthorst
- Direction artistique : Philippe Graff
- Production : Fons Rademakers
- Sociétés de production : Cinemagna et Fons Rademakers Filmproductie
- Pays de production :  Belgique,  Pays-Bas
- Langue originale : néerlandais
- Format : couleur (Eastmancolor) - mono
- Genre : drame, policier
- Durée : 126 minutes
- Dates de sortie[1] :
  - Belgique : 29 mars 1979

## Distribution
- Peter Faber : Jules Depraeter
- André van den Heuvel : John Jensens
- Dirk de Batist : Henri Vannoote
- Magda Cnudde : Ondine van Aalst
- Pleuni Touw : Helene Te Winckel
- Germaine Pascal : Madame Lebelle
- Florence Jamin : Ms. Jensens
- Kees ter Bruggen : Cecile
- Paul Cammermans : Hektor Morgenhand
- Camilia Blereau : Floorke Vannoote
- Frans Vercammen : Brederode
- Frank Aendenboom : Andre
- Idwig Stéphane : Dr. Te Winckel
- Dirk Celis : Verstegen
- Herbert Flack : lt. Tille
- Vincent Bal : Son (non crédité)